# Gephyromantis tandroka
Gephyromantis tandroka is een kikker uit de familie gouden kikkers (Mantellidae). De soort werd voor het eerst wetenschappelijk beschreven door Frank Glaw en Miguel Vences in 2001. De soort behoort tot het geslacht Gephyromantis.

## Leefgebied
De kikker is endemisch in Madagaskar. De soort komt voor in het noordoosten van het eiland en leeft op een hoogte van 700 tot 1400 meter boven zeeniveau. De soort komt ook voor in nationaal park Marojejy.

## Beschrijving
Er zijn vier volwassen mannelijke exemplaren bekend die een lengte hadden van 38,7 tot 38,9 millimeter en vijf volwassen vrouwelijke exemplaren die een lengte hadden van 39,6 tot 44,7 millimeter.

## Synoniemen
- Mantidactylus tandroka Glaw & Vences, 2001